# 韓国の放送局一覧
この項目では、大韓民国にある放送局を一覧にして示す。

## 概要
韓国では1980年代、当時の大統領・全斗煥（전두환）がマスコミの表現の自由を制限する「言論統廃合」政策を行ったことにより、民間放送団体が韓国放送公社に統廃合され、韓国最大級の民放だった韓国文化放送も準国営化された。また新規の放送局開局についても大幅に規制がかかってしまった他、基督教放送（CBS）は宗教専門番組に特化したものとされ、ニュース・報道とCMが禁止された。この当時の韓国の放送は、KBS・MBCの一般向け放送と、宗教（CBS・FEBC）・軍隊（AFKN・KBS国軍放送）・教育（KBS教育放送）向けなどの特殊放送とに分別されていた。
しかし韓国の民主化により、1990年に入ってそれが撤廃され民間放送団体が続々と開局。特にSBSをキーステーションとする地方民間放送団体や、宗教・交通などを専門に扱うFMラジオ局が相次いで開局したほか、CBSはCMと一般放送が再解禁するとともに、地方都市へのFM局の開局。CBSとは別のキリスト教系FEBC-Koreaも、それまでソウルと済州島の中波放送のみだったのに加えて、FMによる全国ネットに拡大した。FEBCのAM放送を展開する2局は国内はもとより、高出力で放送されることから夜間～早朝に受信することが可能な周辺国・地域に聞かれることを目的とした中国語（ソウル・済州島）・ロシア語・日本語（左記2つは済州島）・英語（ソウル）の放送が実施されている。またこれとほぼ同じ体裁で、KBS釜山放送総局と、KBS蔚山放送局もかつて自由大韓の声→ラジオ韓国の日本語番組を放送していたが、蔚山は西日本放送ラジオ、釜山はNHK仙台放送局の終日放送移行に伴う混信などの悪化で1995年4月に廃止された。
また、ケーブルテレビの普及も国内では高く、専門チャンネルが約50前後ある。デジタル衛星放送（スカイライフ:SkyLife）は2002年、移動体デジタル衛星放送（TU、日本のモバイル放送と同一衛星からの送信）は2005年に放送を開始した。

## 現在放送している局

### ラ・テ兼営
韓国放送公社 (KBS)
2004年にリストラを実施し、放送局を一部統合した。
- KBSソウル
  - KBS京仁放送センター
- KBS春川放送総局
  - KBS原州放送局
  - KBS江陵放送局
- KBS大田放送総局
- KBS清州放送総局
  - KBS忠州放送局
- KBS全州放送総局
- KBS光州放送総局
  - KBS木浦放送局
  - KBS順天放送局
- KBS大邱放送総局
  - KBS安東放送局
  - KBS浦項放送局
- KBS釜山放送総局
  - KBS蔚山放送局
- KBS昌原放送総局
  - KBS晋州放送局
- KBS済州放送総局

韓国教育放送公社 (EBS)
文化放送ネットワーク (MBC)
- 文化放送 (韓国)
- 春川文化放送
- 原州文化放送
- MBC江原嶺東 →2015年江陵文化放送と三陟文化放送が統合
- 大田文化放送
- 清州文化放送
- 忠州文化放送
- 全州文化放送
- 光州文化放送
- 木浦文化放送
- 麗水文化放送
- 大邱文化放送
- 安東文化放送
- 浦項文化放送
- 釜山文化放送
- 蔚山文化放送
- MBC慶南
- 済州文化放送

SBSネットワーク
- SBS（旧ソウル放送）
- 江原民放 (G1）
- 大田放送 (TJB)
- 清州放送 (CJB)
- 全州放送 (JTV)
- 光州放送 (kbc)
- 大邱放送 (TBC)
- KNN →2006年5月15日に釜山放送(PSB)から社名変更
- 蔚山放送 (ubc)
- 済州国際自由都市放送 (JIBS)

その他
- 京仁テレビ (OBS) →テレビ単営局 2007年12月28日開局
- 韓国国際放送交流財団

### ラジオのみ
基督教放送ネットワーク（CBS）
- 基督教放送
- 基督教釜山放送
- 基督教大邱放送
- 基督教光州放送
- 基督教全北放送
- 基督教清州放送
- 基督教江原放送
- 基督教大田放送
- 基督教浦項放送
- 基督教慶南放送
- 基督教済州放送
- 基督教江原嶺東放送
- 基督教全南放送

極東放送ネットワーク（FEBC-Korea）
- 極東放送
- 大田極東放送
- 木浦極東放送
- 済州極東放送
- 昌原極東放送
- 蔚山極東放送
- 浦項極東放送
- 嶺東極東放送

圓音放送ネットワーク（wbs）
- ソウル圓音放送
- 釜山圓音放送
- 全北圓音放送
- 光州圓音放送

カトリック平和放送ネットワーク
- カトリック平和放送（CPBC）
- 光州カトリック平和放送
- 大邱カトリック平和放送
- 釜山平カトリック平和放送
- 大田カトリック平和放送

仏教放送ネットワーク
- 仏教放送（BBS）
- 釜山仏教放送
- 光州仏教放送
- 大邱仏教放送
- 春川仏教放送
- 清州仏教放送

その他
- 交通放送（TBS）
- 韓国交通放送（TBN)
- 光州交通放送
- 大邱交通放送
- 釜山交通放送
- 大田交通放送
- 京仁交通放送
- 江原交通放送
- 全北交通放送
- 蔚山交通放送
- 慶南交通放送
- 慶北交通放送
- 済州交通放送

- 国楽FM放送
  - 南原国楽FM放送

- 国軍放送

- 駐韓米軍放送 (AFN Korea)

### 衛星放送事業者
- 韓国デジタル衛星放送（通称・スカイライフ:SkyLife） KT傘下
- TUメディア（通称・TU）　SKテレコム傘下

### ケーブル・衛星専門局（主なもの）

#### 総合編成局
日本の専門チャンネル以外のBS局に相当し、地上波各局と変わらぬ総合的な編成をする局である。言論統廃合で消された民放を実質的源流とする局もある。
- JTBC - 中央日報系。かつての東洋放送の歴史を引き継ぐ。日本の関係局はテレビ朝日
- チャンネルA - 東亜日報系。一応かつての東亜放送の流れを汲む
- 朝鮮放送（TV朝鮮） - 朝鮮日報系
- 毎日放送 (韓国) - 毎日経済新聞系。もともとニュース専門局として開局したが2011年に総合編成化

#### ニュース専門局
- YTN
- 聯合ニュースTV

#### スポーツ専門局
- KBS Sky Sports
- MBCスポーツプラス
- SBS Sports
- SBSゴルフチャンネル
- jtbc3 fox sports

#### 音楽専門局
- m-net
- KMTV

#### 映画・ドラマ専門局
- OCN
- ホームCGV
- KBS Sky Drama
- MBCドラマネット
- MBS Movies
- SBSドラマプラス

#### アニメ専門局
- トゥーニバース

#### 宗教専門局
- CGNTV

## 以前存在していた放送局
- 京仁放送（iTV）
  - テレビ部門は廃止、現:ラジオ仁川 (Sunny FM)
- 東洋放送 (TBC)
- 東亜放送 (DBS)
- 西海放送 (SBC)
- 全日放送 (VOC)
- 韓国FM放送 (bbc-FM)
  - 以上5局は言論統廃合政策により廃局させられ、KBSに統合された。このうち東亜放送は「KBSラジオソウル」を経て現在のSBSに。東洋・西海・全日はKBS第2ラジオ[3]を経て現在は障碍者向け番組を放送する「愛の声（第3ラジオ）」、韓国FMは同じくKBS大邱FM（音楽FM）に移行されている。また東洋放送が運営していた東洋テレビはソウル・釜山ともKBS第2テレビに統合された。なお、SBSラジオ局は、元々東亜放送の時代の名残でソウル特別市周辺地域のみで中波放送を行っていたが、中波放送の混信対策などにより標準FM放送に2023年をもって統合され、廃止となる予定。
- 京畿放送 (KFM)